# E91 (trasa europejska)
E91 – trasa europejska pośrednia północ-południe, biegnąca przez południową Turcję azjatycką.
E91 zaczyna się koło wsi Toprakkale (9 km na zachód od miasta Osmaniye) w południowej Anatolii, gdzie odbija od trasy europejskiej E90. Biegnie szlakiem drogi krajowej nr 817 przez Aleksandrettę do Antiochii, a następnie drogi krajowej nr 825 do przejścia granicznego Yayladagi - Kassab na granicy z Syrią.
Ogólna długość trasy E91 wynosi około 170 km.